# ウェンデル・カーター・ジュニア
ウェンデル・アンドレ・カーター・ジュニア（Wendell Andre Carter Jr., 1999年4月16日 - ）は、アメリカ合衆国ジョージア州アトランタ出身 のプロバスケットボール選手。NBAのオーランド・マジックに所属している。ポジションはセンターまたはパワーフォワード。

## 経歴

### 高校
ジョージア州の高校Pace Academyに入学し、2年生の時、試合平均21.3得点、12.3リバウンド、4.1ブロックを記録してチームを引っ張り、27勝3敗でジョージア州内の6AA地区優勝を飾る原動力となった。その勢いは止まることを知らず、2015年夏に行われたナイキ・ピーチ・ジャムでも所属するAAUジョージア・スターズの優勝を牽引する活躍を見せた。その年、カーターはジョージア州6AA地区の最優秀選手を獲得され、同時にAtlanta Tipoff Club All Metro-honorsのセカンドチームに選ばれた。
3年生となった2015-16年、カーターは試合平均21.6得点、13.6リバウンドを記録した。州内の決勝戦において、カーターは30点20リバウンドを記録し、2016年のジョージア州AAクラスチャンピオンへとチームを導いた。カーターはこの年、ネイ・スミス・オールアメリカン特別賞、MaxPrepsが選ぶジュニア・オールアメリカン・ファーストチーム、ジョージア州AAクラス内最優秀選手賞、アトランタ/南フルトン郡内最優秀選手、州内の3年生から選ばれるファースト・チームに選出された。
2016年の春、ヒューストン・ロケッツのポイントガード、クリス・ポールがスポンサーを務める大会「Team CP3」で他の選手としのぎを削った。同年の夏にはNike EYBL Circuitに出場し、16.8得点、10.2リバウンドを記録して、All-EYBLセカンドチームに選出されている。
次の年、4年生になった彼はチームの中心選手として試合平均22.7得点、15.5リバウンド、5.8ブロックを記録して、2017年3月9日にジョージア州3Aクラスの優勝へと導いた。この年のカーターはジョージア州のすべてのクラス内での最優秀選手に選ばれると共に、ゲータレード・ジョージア州最優秀選手、ネイ・スミス・オールアメリカファーストチーム、USA Todayの選出するセカンドチーム、MaxPerpsが選出するサードチームと、数多くの賞を受賞した。
さらにカーターはマクドナルド・オール・アメリカンに参加し、10得点、5リバウンド、3アシストを記録した。
コート外での活躍としては、モーガン・ウッテン賞を受賞している。これは優れた人格、リーダーシップ、優秀な学業を収めたバスケットボール選手に与えられる賞であり、カーターはそれを持ち合わせている事を認められた。
また、高校の成績はGPA3.8点を記録し、高校で定めているLance and Shield賞を勝ち取り、選手としてだけではなく学業でもトップクラスである事を証明した。
カーターは高校選手としては全米の中でも4番目、パワーフォワードとしては1番優秀だと評価された。
高校卒業後の2017年7月、カーターは2016年にU-17 FIBAワールドカップのオール・トーナメント・チームの一人に選出された。
ハーバード大学への入学も視野にいれていたが、最終的にデューク大学でのプレイを選んだ。

### 大学
1シーズンだけデューク大学でプレイした。
インディアナ大学戦ではファールトラブルに陥っていたにもかかわらず、18得点、12リバウンドを記録して見事勝利するを飾った。
シーズンを終えて、試合平均13.1得点、9.1リバウンドを記録した。

### シカゴ・ブルズ
2018年のNCAAトーナメントで敗北を喫した後、残り3年の大学生活を打ち切り、NBAドラフトへアーリーエントリーする事を表明した。
2018年6月21日に行われたNBAドラフトで1巡目全体7位指名でシカゴ・ブルズから指名され、7月3日にブルズとの契約に合意した。

### オーランド・マジック
2021年3月25日にニコラ・ブーチェビッチ、アル＝ファルーク・アミヌとのトレードでオット・ポーター・ジュニア、将来のドラフト1巡目指名権2つと共にオーランド・マジックへ移籍した。
10月15日にマジックとの4年総額5000万ドルの延長契約に合意した。2022年3月20日のオクラホマシティ・サンダー戦でキャリアハイとなる30得点を記録し、チームは90-85で勝利した。 

## アメリカ代表
カーターはU-17アメリカ代表選手としてFIBAワールドカップに出場し、金メダルを勝ち取った。
さらに、前述したとおり彼はチームメイトのコリン・セクストンと共にオール・トーナメントチームの一人に選出された。

## プレースタイル
身長、体重、ウィングスパンの長さなど、大学の時点で恵まれた体格をも持ち、効率的に得点する能力を有している。
外からのシュートも得意で、フロア全体から56%、3ポイントシュートも40%以上の確率で決めている。また、フリースローも成功率73.8%を記録するなど苦手としていない。
また、バスケットボールIQの高さについても評価されている。
その反面、ターンオーバーとファールの多さが改善点として挙げられている。また、本来パワーフォワード向けの身長で、センターとしてプレイするには小柄である。しかし大学時代はパワーフォワードとしてプレイする時、センターでプレイする時と比べてあまりフィットしていないと指摘されている。

## 個人成績

### NBA

#### レギュラーシーズン
| シーズン | チーム | GP  | GS  | MPG  | FG%  | 3P%  | FT%  | RPG  | APG | SPG | BPG | PPG  |
| -------- | ------ | --- | --- | ---- | ---- | ---- | ---- | ---- | --- | --- | --- | ---- |
| 2018–19  | CHI    | 44  | 44  | 25.2 | .485 | .188 | .795 | 7.0  | 1.8 | .6  | 1.3 | 10.3 |
| 2019–20  | CHI    | 43  | 43  | 29.2 | .534 | .207 | .737 | 9.4  | 1.2 | .8  | .8  | 11.3 |
| 2020–21  | CHI    | 32  | 25  | 24.8 | .512 | .364 | .739 | 7.8  | 2.2 | .6  | .8  | 10.9 |
| 2020–21  | ORL    | 22  | 19  | 26.5 | .493 | .241 | .721 | 8.8  | 1.6 | .8  | .8  | 11.7 |
| 2021–22  | ORL    | 62  | 61  | 29.9 | .525 | .327 | .691 | 10.5 | 2.8 | .6  | .7  | 15.0 |
| 2022–23  | ORL    | 57  | 54  | 29.6 | .525 | .356 | .738 | 8.7  | 2.3 | .5  | .6  | 15.2 |
| 2023–24  | ORL    | 55  | 48  | 25.6 | .525 | .374 | .694 | 6.9  | 1.7 | .6  | .5  | 11.0 |
| 2024–25  | ORL    | 68  | 51  | 25.9 | .460 | .234 | .737 | 7.2  | 2.0 | .8  | .6  | 9.1  |
| 通算     | 通算   | 383 | 345 | 27.3 | .509 | .316 | .729 | 8.3  | 2.0 | .6  | .7  | 11.9 |

#### プレーオフ
| シーズン | チーム | GP | GS | MPG  | FG%  | 3P%  | FT%  | RPG  | APG | SPG | BPG | PPG  |
| -------- | ------ | -- | -- | ---- | ---- | ---- | ---- | ---- | --- | --- | --- | ---- |
| 2024     | ORL    | 7  | 5  | 26.4 | .404 | .280 | .727 | 6.3  | 1.3 | .7  | .6  | 7.6  |
| 2025     | ORL    | 5  | 5  | 32.4 | .525 | .273 | .600 | 10.8 | 1.2 | .4  | .4  | 10.2 |
| 通算     | 通算   | 12 | 10 | 28.9 | .460 | .278 | .667 | 8.2  | 1.3 | .6  | .5  | 8.7  |

### カレッジ
| シーズン | チーム   | GP | GS | MPG  | FG%  | 3P%  | FT%  | RPG | APG | SPG | BPG | PPG  |
| -------- | -------- | -- | -- | ---- | ---- | ---- | ---- | --- | --- | --- | --- | ---- |
| 2017–18  | デューク | 37 | 37 | 26.8 | .561 | .413 | .738 | 9.1 | 2.0 | .8  | 2.1 | 13.5 |

## 人物
彼の父は、デルタ州立大学を卒業した後、ドミニカ共和国でプロバスケットボール選手として活躍していた。
彼の母はミシシッピ大学のバスケットボール選手だった。
カーターは幼い頃から両親に学業も頑張るようにと強いられてきた。その結果、彼はデューク大学、またはハーバード大学へ進学するかを選択出来るほどの学業成績を修めるに至った。
2018年2月23日、カーターはデューク大学の入学に先立ち、大学から不正な金銭の授受があった事を疑われた、25人の大学生選手のうちの1人であるとFBIの調査により判明した。その中で、カーターがデューク大学への入学を決める9カ月前に、彼の母親と共にその件で逮捕されたスポーツエージェントと一緒に食事をしていた事が報告されている。